# 陆敦信
陸敦信（?—?），苏州吴县人，十八学士之一陆德明的儿子，唐朝唐高宗时期的宰相。
《旧唐书》、《新唐书》没有他的传，太宗贞观年间曾任中书舍人。665年四月廿七，时任左侍極（即左散骑常侍）、嘉兴县子的陸敦信被任命为检校右相（即中书令，西臺即中书省的长官）。666年四月十四，陆敦信以年老多病向唐高宗请辞宰相，唐高宗允许，命他为大司成（即国子祭酒）兼左侍極，终年不详。

## 家族
- 父：陆德明
- 兄：陆敬義，蓬州刺史。
  - 侄：陆宣悊
  - 侄：陆遵楷，祕書郎。
  - 子：陆郢客，司农丞。
    - 孙：陆大鵾，慶州都督。
    - 孙：陆大鹣，字叔瑞，杭州盐官县令。

  - 子：陆邠卿
    - 孙：陆大訓
    - 孙：陆大盈
    - 孙：陆大鈞，左金吾大將軍。

  - 子：陆越賓，陝州刺史。
  - 子：陆慶叶，屯田員外郎、雍州司馬。
    - 孙：陆翰，大理司直。